# Izra’
Izra’ (arabisch إزرع, DMG Izraʿ) ist eine Kleinstadt im Gouvernement Darʿā im Süden von Syrien mit einem hohen christlichen Bevölkerungsanteil, die vor allem durch die Georgskirche, eine der am besten erhaltenen byzantinischen Kirchen des Landes, bekannt ist.

## Lage
Izra’ liegt 600 Meter hoch, etwa 80 Kilometer südlich von Damaskus und 3 Kilometer östlich der Autobahn, die nach weiteren 37 Kilometern die jordanische Grenze erreicht. Der Ort hat ungefähr 15.000 Einwohner. Die nächste größere Stadt Dar'a befindet sich 30 Kilometer südlich. Am Westrand der Stadt liegt eine Station der Hedschasbahn.
Im Osten grenzt der Ort an ein für die südsyrische Vulkanlandschaft des Hauran typisches flachhügeliges Gebiet, dessen rotbraune Böden stark von basaltischen Gesteinsbrocken durchsetzt sind. Hier werden zwischen Lesesteinmauern Olivenbäume angepflanzt. Nach den übrigen Himmelsrichtungen erstreckt sich offenes Flachland, das sich für großräumige Feldbewirtschaftung mit Getreide eignet.

## Stadtbild

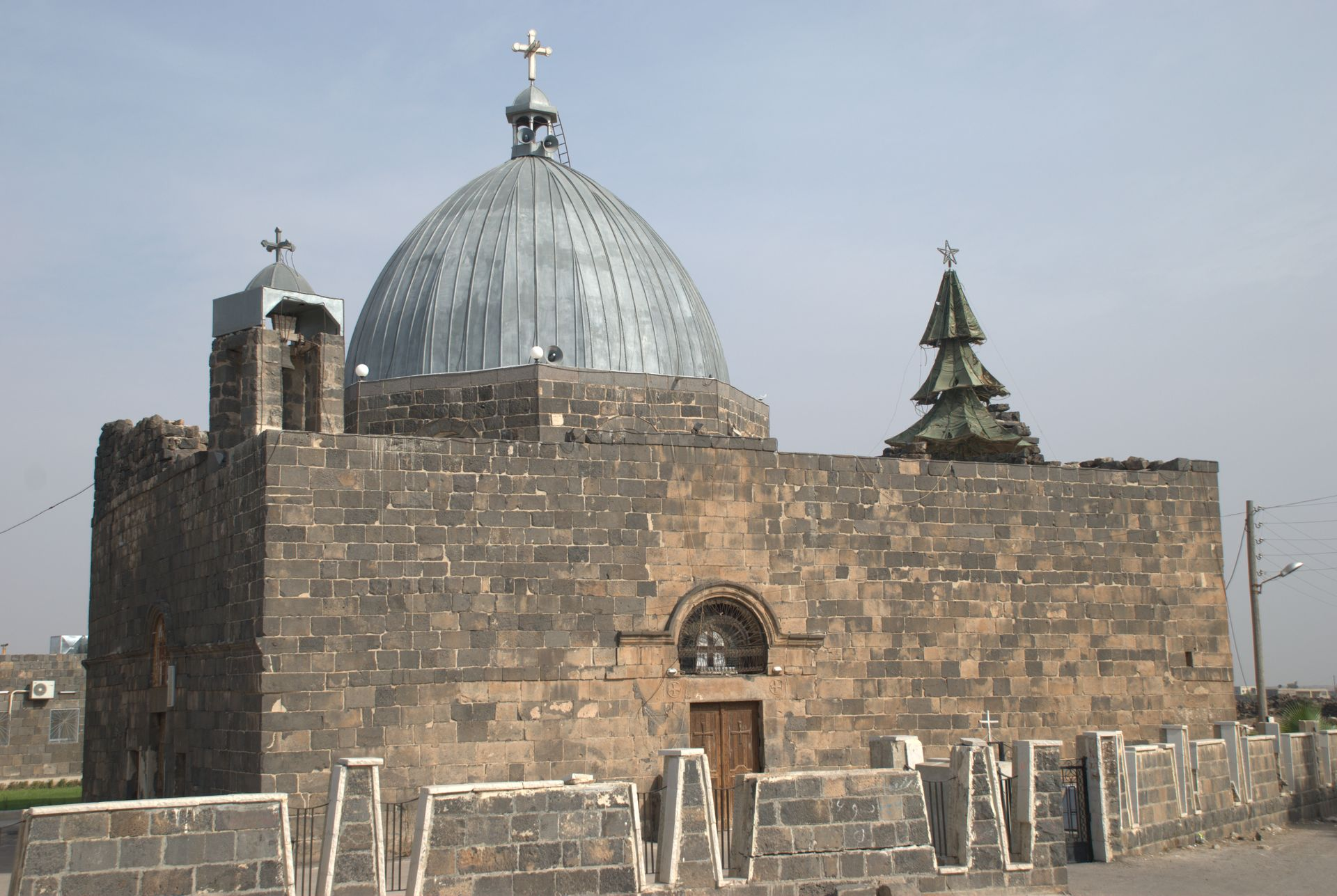
Georgskirche, Südseite. Die Kuppel entspricht nicht der ursprünglichen Form.

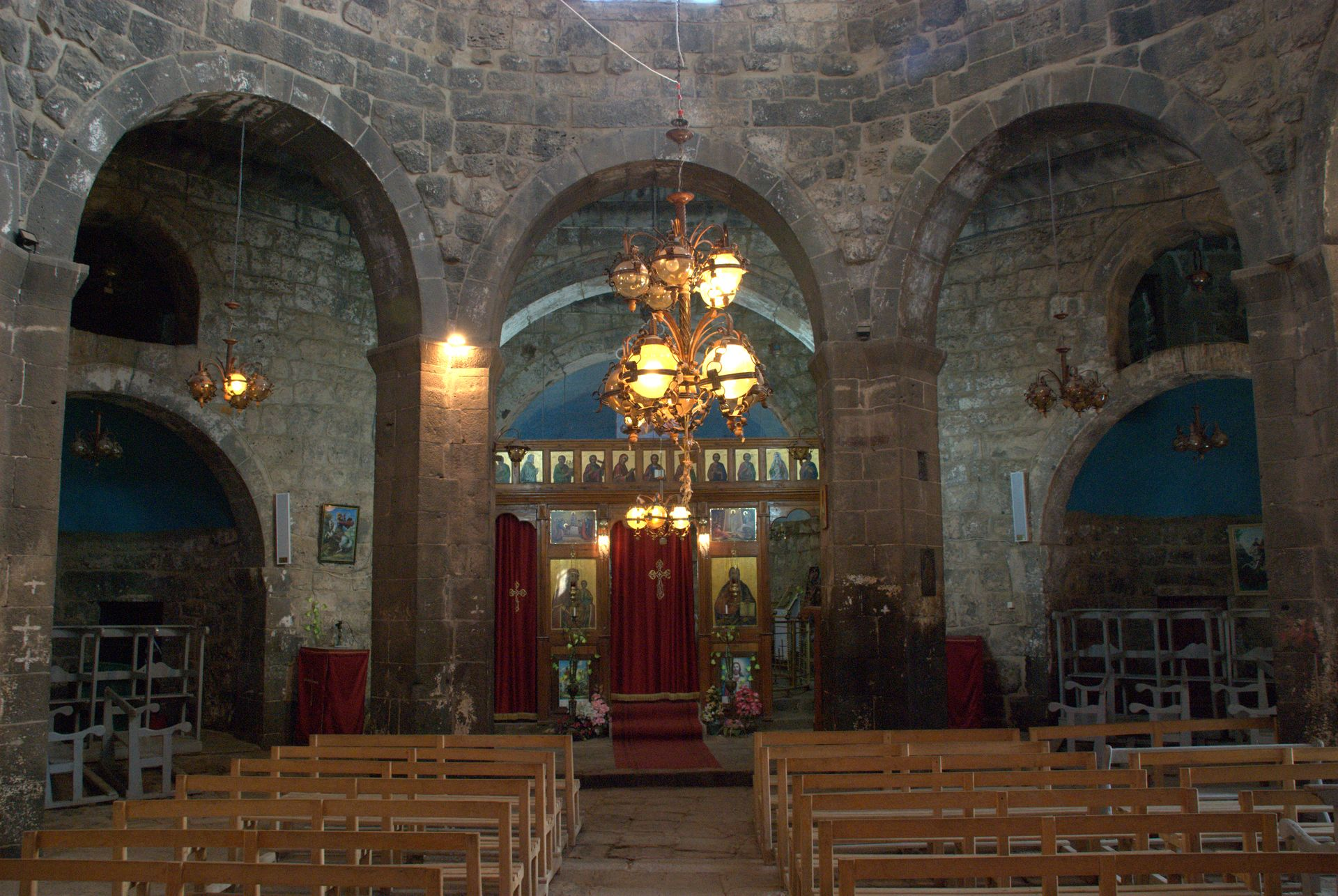
Georgskirche, oktogonaler Innenraum mit Ikonostase

Seit der römischen Stadtgründung bis ins 20. Jahrhundert wurden alle Gebäude aus schwarzem Basalt errichtet. Der nördliche Teil des Ortes ist die überwiegend von Christen bewohnte Altstadt. Hier sind noch wenige, traditionell gebaute massive Häuser erhalten. Hohe Steinmauern umgeben intensiv bewirtschaftete Hausgärten, enge Gassen dazwischen lassen auf die frühere Dorfstruktur schließen. Es sind zwei Kirchen aus dem 6. Jahrhundert erhalten, die für Gottesdienste genutzt werden, daneben gibt es drei weitere neue Kirchen.
Das größere Wohn- und Geschäftszentrum besteht aus den landesüblichen zwei- bis dreigeschossigen Straßenzügen. Am nordwestlichen Ortsrand liegt unübersehbar ein großes Zementwerk. Die hohe Militärpräsenz in der Stadt rührt von Kasernen in der Umgebung.

### Georgskirche
Die griechisch-orthodoxe Basilika des Heiligen Georg (arabisch كنيسة مار جرجس, Kineeset Mar Jirjis) ist die am besten erhaltene Kirche in Südsyrien. Sie ist in das Jahr 515 datiert und steht an der Stelle eines älteren römischen Tempels, von dem es keine Reste mehr gibt. Dies geht aus einer Inschrift am Türsturz des Westeingangs hervor. Der Sieg des Märtyrers Georg über den Drachen wird hier zum Symbol des Triumphes über die heidnischen Götterbilder.
Von außen ist ein rechteckiger Baukörper mit sorgfältig gefügten Basaltquadern zu sehen, dessen einzige Wandgliederung an drei Seiten ein mit einem Sims eingerahmtes Rundbogenfenster über der Tür darstellt. An die Ostseite wird der Chor durch eine angebaute, außen trapezförmige Apsis erweitert. Abzüglich des Chores verbleibt für den Kirchenraum eine quadratische Grundfläche, in die ein Oktogon einbeschrieben wurde, wobei die vier Ecken durch Nischen ausgefüllt werden. Durch ein inneres Oktogon, das von Winkelpfeilern gebildet wird, entsteht ein zentraler Kuppelraum mit einem äußeren Umgang. Die Kuppel überspannt gemessen an den Diagonalen zwischen den acht Pfeilern 10,2 Meter, der gesamte Innenraum misst diagonal 18,7 Meter. Anstelle des heutigen oberen Fensterbandes und der 1910 bei einer Restaurierung aufgesetzten spitzbogenförmigen Kuppel aus einer Holzkonstruktion dürfte sich ursprünglich eine massive Kuppel ohne Tambour befunden haben. Dies zeigten Reste von Pendentifs, die zwischen den Bögen des Oktogons erkennbar waren.
Hinter der Ikonostase im Osten, die eine breite Rundbogenöffnung verschließt, liegt ein rechteckiger Raum, der von zwei rechteckigen Nebenräumen flankiert wird. Die sich anschließende hufeisenförmige Apsis besitzt ein Synthronon (Priesterbank) an der Außenwand.

#### Georgskirche als Pilgerziel
Die Apsis hinter dem Altar beherbergt die Verehrungsstätte eines berühmten Fruchtbarkeitsheiligen, der al-Chidr (auch al-Chadir, DMG al-Ḫaḍr, „der Grüne“) genannt und dem Heiligen Georg (arabisch Mar Girgis) gleichgesetzt wird. Dieser Heilige wird auch von sunnitischen Muslimen verehrt; die Kirche wird für sie zur Qubba. In der islamischen Mythologie lässt sich al-Chidr einmal auf den vorislamischen, syrischen Fruchtbarkeitsgott Adonis zurückführen, aber ebenso auf den biblischen Georg und den Propheten Elija. Das Attribut Fruchtbarkeit blieb erhalten, es zeigt sich im Namen al-Chadir, der „grün“ oder „grüne Saat“ bedeutet.
Das Heiligengrab (ḍarīḥ, pl. ḍarā'iḥ) besteht aus einem Unterbau aus aufeinandergetürmten Steinquadern. Darauf befindet sich ein Holzkasten, dessen Deckel aus einer Glasplatte zeigt, dass es sich um einen Opferkasten für Geldspenden (ṣandūq) handelt. Um diesen Kasten sind Stoffbahnen gewickelt und Bilder des Heiligen Georg aufgestellt. An einer Stirnseite stehen einige Flaschen, die heiliges Öl enthalten. An die Wände des Raumes sind zahlreiche Bilder gelehnt, die von den Pilgern mitgenommen werden können, wenn sie dafür ein mitgebrachtes, gleich großes Bild spenden. Sie lassen damit einen Teil von sich zurück im Austausch für einen Gegenstand, der aus dem Umfeld des Heiligen stammt und mit Segenskraft (baraka) aufgeladen ist. Von den Gläubigen wird nicht angenommen, dass sich an diesem Platz tatsächlich die sterblichen Überreste des Heiligen Georg befinden, sondern nur dessen Geist oder Seele (rūḥ, Plural arwāḥ). Muslime und Christen haben gleichermaßen Zutritt zum Grabraum, wobei die Unterschiede in der Glaubenspraxis beibehalten werden: Muslime ziehen beim Betreten ihre Schuhe aus, Christen nicht.
Traditionell werden oder wurden an der Außenseite der Umfassungsmauer und auch in der Kirche Schlachtopfer vollzogen. Eine Bodenrinne um den Altar mit einem Ablauf nahm in der Vergangenheit das Blut der getöteten Schafe oder Ziegen auf. Die zumindest noch außerhalb der Kirche stattfindenden Opferrituale werden überwiegend von Muslimen durchgeführt.

### Eliaskirche

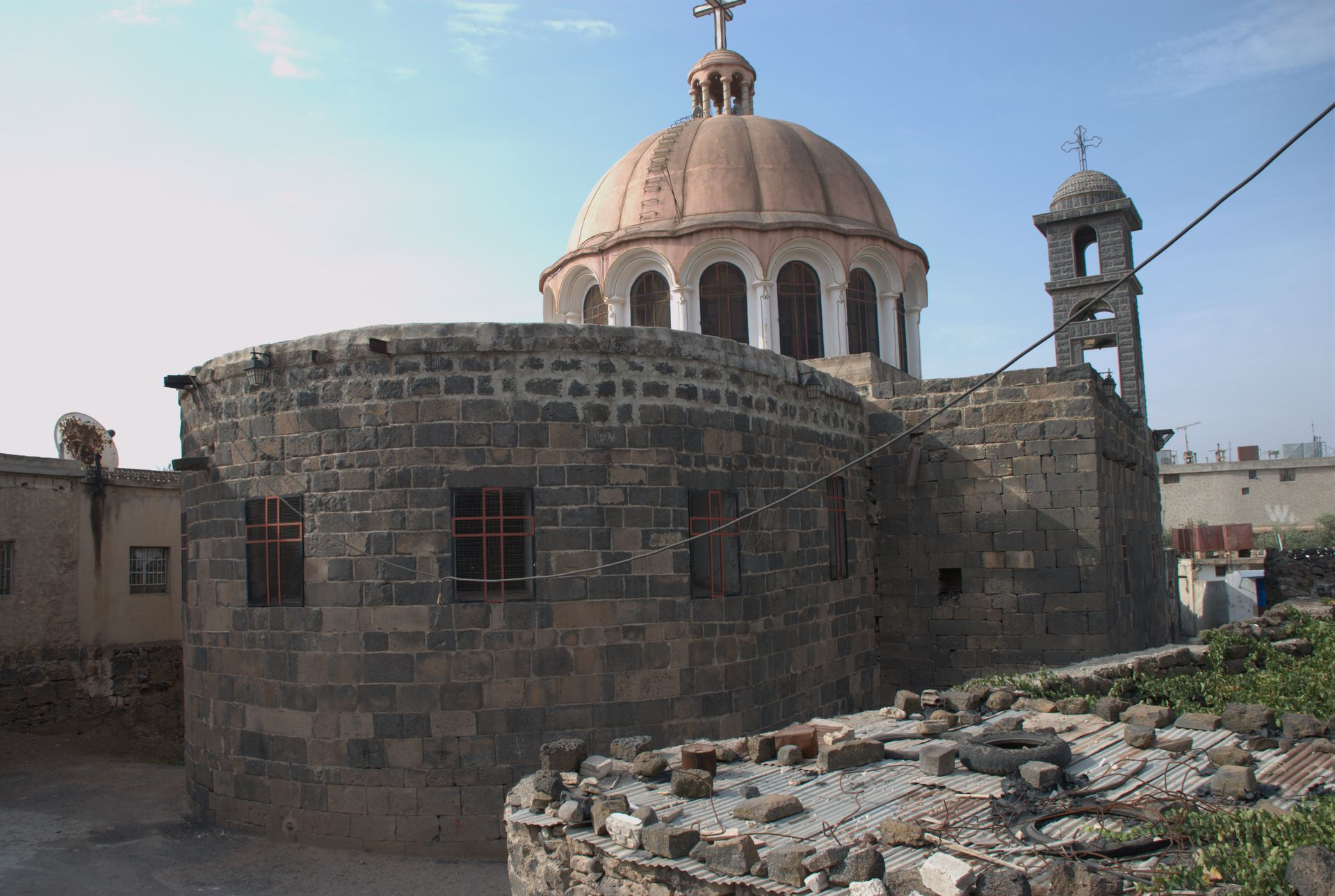
Eliaskirche von Nordosten

Etwa 200 Meter entfernt steht, dicht von Wohnhäusern umgeben, die griechisch-katholische Kirche des Propheten Elias aus dem Jahr 542. Der annähernd quadratische Grundplan wurde durch zwei rechteckige Anbauten seitlich und eine weit ausladende halbrunde Apsis im Osten zu einer Kreuzform erweitert. An der Stelle der heutigen Holzkuppel mit hohen Fenstern in der Tambourzone befand sich eine niedrigere Kuppel. Neu ist ebenfalls ein Betonflachdach, das die ehemalige Holzkonstruktion ersetzt, sowie ein Glockenturm.